# Братська могила радянських воїнів (Преображенівка)

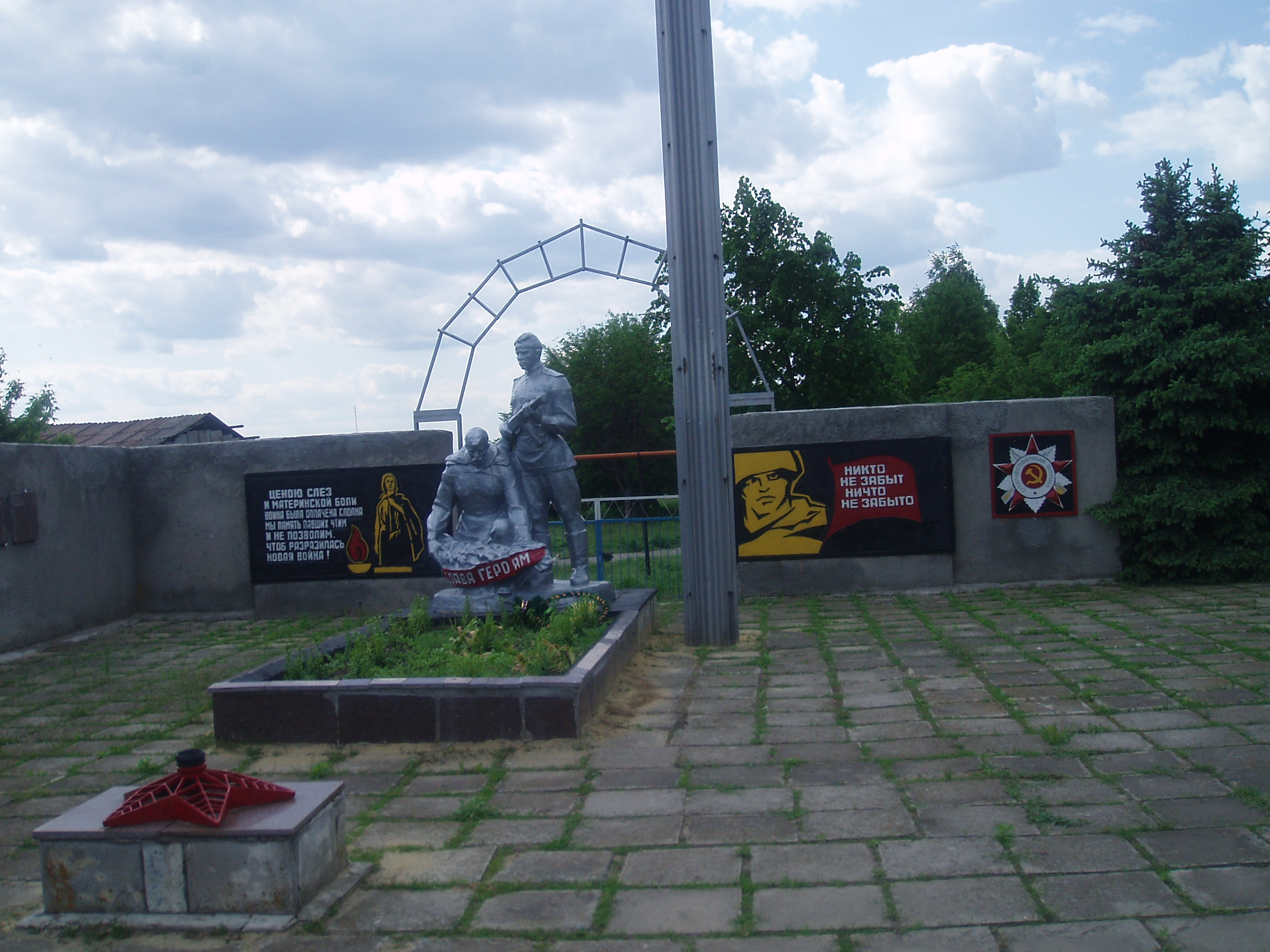
Братська могила радянських воїнів у с. Преображенівка

Братська могила радянських воїнів у с. Преображенівка Юр’ївського району Дніпропетровської області.

## Історія
Братська могила радянських воїнів знаходиться в центрі села. У ній захоронено 9 воїнів 573-го стрілецького полку 195-ї стрілецької дивізії 1-ї гвардійської армії Південно-Західного фронту, які загинули в середині вересня 1943 року при звільненні села Преображенівка від німецько-фашистських загарбників. 
У 1967 році біля могили встановили пам'ятник — скульптуру «Два воїни». Висота скульптури з постаментом — 4,6 м.

## Персоналії
1. Рядовий Дворецький Анатолій Іванович
2. Рядовий Хормогоров Ф. Д.
3. Рядовий Гребньов Іван Петрович
4. Молодший сержант Гребнюк Микола Петрович
5. Рядовий Горошанін Сергій Андрійович
6. Рядовий Гладких Іван Дмитрович
7. Старший лейтенант Гончаренко Ілля Миколайович
8. Рядовий Замашкін Микола Олексійович
9. Рядовий Савельєв Євген Іванович

## Додаток
Меморіальні написи на стелі:
1. Вечная слава героям-односельчанам павшим в Великой Отечественной войне 1941—1945 гг.
2. Ценою слез и материнской боли, война была оплачена сполна, мы память павших чтим и не позволим, чтоб разразилась новая война.
3. Никто не забыт. Ничто не забыто.

На восьми меморіальних дошках прізвища 97 воїнів-односельців, які загинули на фронтах Другої світової війни. На 9-й дошці — прізвища 9-ти воїнів, які поховані в братській могилі, що описується.
Поховання  та територія пам’ятки упорядковані.